# Fernando Pessoa
Fernando António Nogueira Pessoa (Lisboa, 13 de junho de 1888 – Lisboa, 30 de novembro de 1935) foi um poeta português identificado com o modernismo, amplamente reconhecido como um dos principais expoentes da língua portuguesa e o maior poeta lusófono do século XX. Atuou também como dramaturgo, ensaísta, tradutor, publicitário, astrólogo, inventor, empresário, correspondente comercial, crítico literário e comentador político.
Por ter sido educado na África do Sul, numa escola católica irlandesa de Durban, chegou a ter maior familiaridade com o idioma inglês do que com o português ao escrever os seus primeiros poemas nesse idioma. O crítico literário Harold Bloom considerou Pessoa como "Whitman renascido" e incluiu-o no seu cânone entre os 26 melhores escritores da civilização ocidental, não apenas da literatura portuguesa mas também da inglesa.
Das quatro obras que publicou, três são na língua inglesa e apenas uma em língua portuguesa, intitulada Mensagem. Fernando Pessoa traduziu várias obras em inglês (e.g., de Shakespeare e Edgar Allan Poe) para o português, e obras portuguesas (nomeadamente de António Botto e Almada Negreiros) para o inglês e o francês.
Enquanto poeta, escreveu sob diversas personalidades – a que ele próprio chamou heterónimos, como Ricardo Reis, Álvaro de Campos e Alberto Caeiro –, sendo estes últimos objeto da maior parte dos estudos sobre a sua vida e obra. Robert Hass, poeta americano, diz: "outros modernistas como Yeats, Pound, Eliot inventaram máscaras pelas quais falavam ocasionalmente…  Pessoa inventava poetas inteiros". Buscou também inspirações nas obras dos poetas William Wordsworth, James Joyce e Walt Whitman.

## Biografia
Se depois de eu morrer, quiserem escrever a minha biografia,

Não há nada mais simples

Tem só duas datas – a da minha nascença e a da minha morte.

Entre uma e outra todos os dias são meus.
— Alberto Caeiro, "Poemas Inconjuntos". Athena n.º 5, fevereiro de 1925

### Primeiros anos em Lisboa

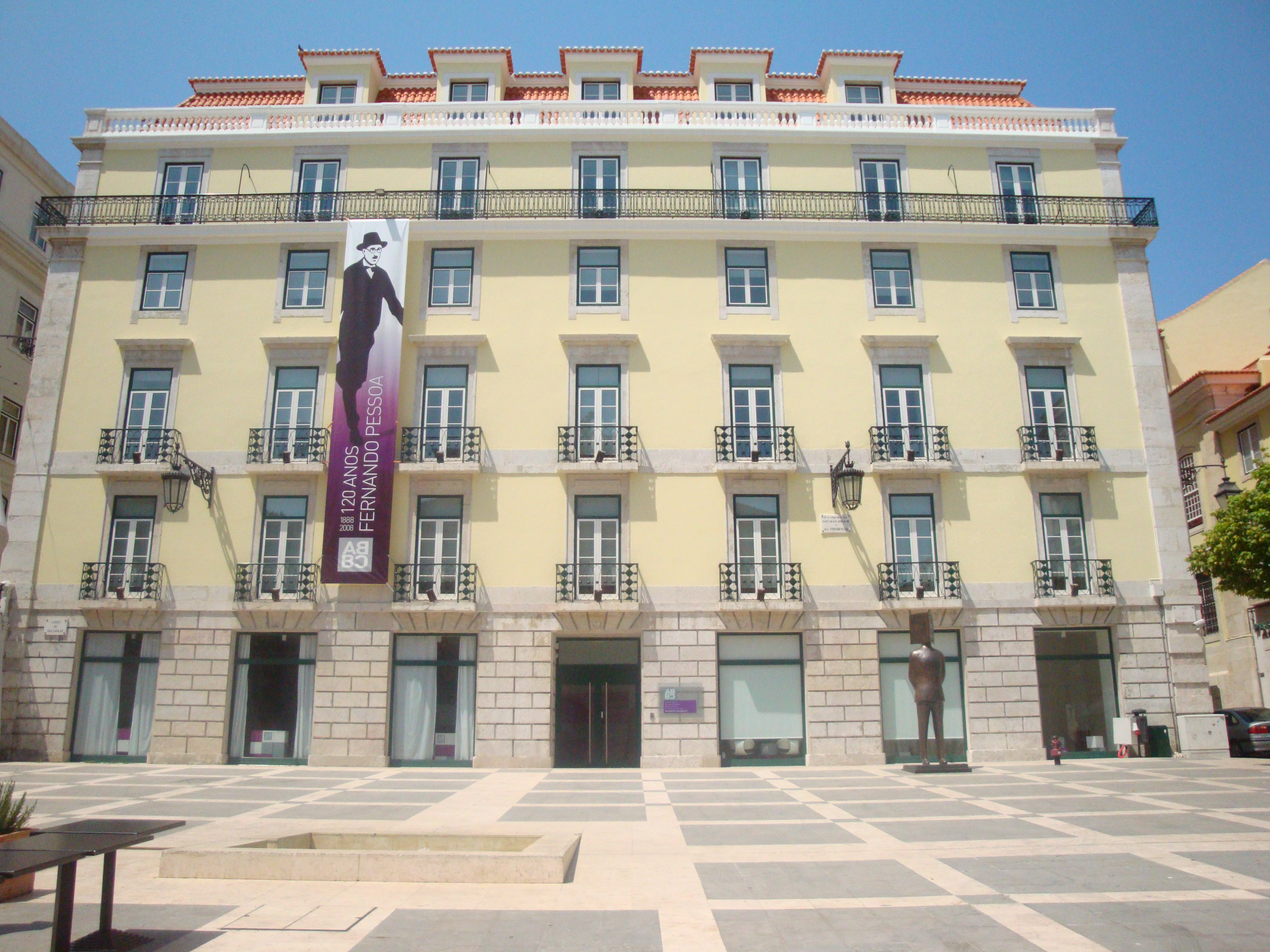
Fernando Pessoa nasceu neste edifício, no bairro do Chiado, em frente ao Teatro Nacional de São Carlos de Lisboa, a 13 de junho de 1888.

A 13 de junho de 1888, pelas 15h20, nasceu Fernando Pessoa. O parto ocorreu no quarto andar esquerdo do n.º 4 do Largo de São Carlos, em frente ao Teatro Nacional de São Carlos, na então freguesia dos Mártires, em Lisboa. De famílias da pequena aristocracia, pelos lados paterno e materno, o pai, Joaquim de Seabra Pessoa (38), natural de Lisboa, era funcionário público do Ministério da Justiça e crítico musical do «Diário de Notícias». A mãe, D. Maria Magdalena Pinheiro Nogueira Pessoa (26), era natural dos Açores (mais propriamente, da Ilha Terceira), com ascendência galega. Viviam com eles a avó Dionísia, doente mental, e as suas duas criadas, Joana e Emília.
O poeta, pelo lado paterno, tem as suas raízes familiares no concelho de Arouca, nas freguesias do denominado «Fundo do Concelho» de Arouca.
Fernando António foi baptizado em 21 de julho na Basílica dos Mártires, ao Chiado, pelo pároco da freguesia, Monsenhor Santos Viegas, tendo por padrinhos a Tia Anica (D. Ana Luísa Pinheiro Nogueira, tia materna) e o General Chaby. A escolha do nome homenageia Santo António: a família reclamava uma ligação genealógica com Fernando de Bulhões, nome de baptismo de Santo António, tradicionalmente festejado em Lisboa a 13 de Junho, dia em que Fernando Pessoa nasceu.
A sua infância e adolescência foram marcadas por factos que o influenciariam posteriormente. Às cinco horas da manhã de 13 de Julho de 1893, o seu pai morreu, com 43 anos, vítima de tuberculose. A morte foi anunciada no Diário de Notícias do dia. Fernando tinha apenas cinco anos. O irmão Jorge viria a falecer no ano seguinte, sem completar um ano, a 2 de Janeiro de 1894. A mãe vê-se obrigada a leiloar parte da mobília e muda-se para uma casa mais modesta, o terceiro andar do n.º 104 da Rua de São Marçal. Foi também neste período que surgiu o primeiro heterónimo de Fernando Pessoa, Chevalier de Pas, facto relatado pelo próprio a Adolfo Casais Monteiro, numa carta de 1935, em que fala extensamente sobre a origem dos heterónimos. Ainda no mesmo ano, escreve o primeiro poema, um verso curto com a infantil epígrafe de À Minha Querida Mamã.
Em outubro de 1894, o comandante João Miguel Rosa (1857-1919) apaixona-se por Maria Madalena ao vê-la passar dentro de um americano, numa rua de Lisboa, comentando para um amigo: «Vês aquela loira? Se não quiser, não me caso com ela.» Em breve lhe fazia a corte e se tornavam noivos. Destacado o noivo como cônsul português em Durban, África do Sul, casam-se por procuração a 30 de dezembro de 1895, na Igreja de São Mamede, em Lisboa.

### Juventude em Durban

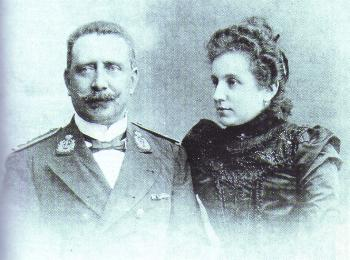
O padrasto e a mãe.

A 20 de janeiro de 1896, mãe e filho, acompanhados por um tio, Manuel Gualdino da Cunha, partem rumo à Madeira, e a 31 embarcam para Durban. Faz a instrução primária na escola de freiras irlandesas da West Street, onde fez a primeira comunhão, e percorre em dois anos o equivalente a quatro.
Em 1899, ingressa no Liceu de Durban, onde permanecerá durante três anos e será um dos primeiros alunos da turma. No mesmo ano, cria o pseudónimo Alexander Search, através do qual envia cartas a si mesmo. No ano de 1901, é aprovado com distinção no primeiro exame Cape School High Examination e escreve os primeiros poemas em inglês. Na mesma altura, morre sua irmã Madalena Henriqueta, de dois anos. Em 1901 parte com a família para Portugal, para um ano de férias. No navio em que viajam, o paquete König, vem o corpo da irmã. Em Lisboa, mora com a família em Pedrouços e depois na Avenida de D. Carlos I, n.º 109, 3.º Esquerdo. Na capital portuguesa, nasce João Maria, quarto filho do segundo casamento da mãe de Pessoa. Viaja com a sua família à Ilha Terceira, nos Açores, onde vive a família materna. Deslocam-se também a Tavira para visitar os parentes paternos. Nessa época, escreve o poema "Quando ela passa".
Tendo de dividir a atenção da mãe com os filhos do casamento e com o padrasto, Pessoa isola-se, o que lhe propicia momentos de reflexão.[carece de fontes?]
Tendo recebido uma educação britânica, que lhe proporcionou um profundo contacto com a língua inglesa, os seus primeiros textos e estudos foram em inglês. Mantém contacto com a literatura inglesa através de autores como Shakespeare, Edgar Allan Poe, John Milton, Lord Byron, John Keats, Percy Shelley, Alfred Tennyson, entre outros. O Inglês teve grande destaque na sua vida, trabalhando com o idioma quando, mais tarde, se torna correspondente comercial em Lisboa, além de o utilizar em alguns dos seus textos e traduzir trabalhos de poetas ingleses, como "O Corvo" e "Annabel Lee" de Edgar Allan Poe. Com excepção de Mensagem, os únicos livros publicados em vida são os das coletâneas dos seus poemas ingleses: Antinous e 35 Sonnets e English Poems I - II e III, editados em Lisboa, em 1918 e 1921.

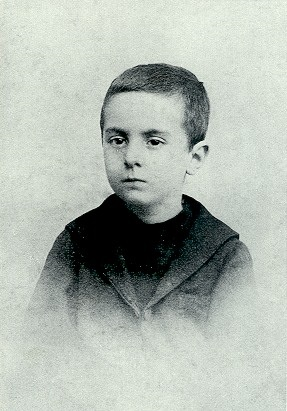
Fernando Pessoa aos seis anos.

Fernando Pessoa permanece em Lisboa, enquanto todos seus familiares — mãe, padrasto, irmãos e criada Paciência, que vieram com ele — regressam a Durban. Volta sozinho para África no vapor Herzog. Matricula-se na Durban Commercial School, escola comercial de ensino nocturno, enquanto de dia estuda as disciplinas humanísticas para entrar na universidade. Nesse período, tenta escrever contos em inglês, alguns dos quais com o pseudónimo de David Merrick, que deixa inacabados. Em 1903, candidata-se à Universidade do Cabo da Boa Esperança. Na prova de exame de admissão, não obtém boa classificação, mas tira a melhor nota entre os 899 candidatos no ensaio de estilo inglês. Recebe por isso o Queen Victoria Memorial Prize («Prémio Rainha Vitória»). Um ano depois, ingressa novamente na Durban High School, onde frequenta o equivalente a um primeiro ano universitário. Aprofunda a sua cultura, lendo clássicos ingleses e latinos. Escreve poesia e prosa em inglês, surgindo os heterónimos Charles Robert Anon e H. M. F. Lecher. Nasce a sua irmã Maria Clara. Publica no jornal do liceu um ensaio crítico intitulado "Macaulay". Por fim, encerra os seus bem-sucedidos estudos na África do Sul com o Intermediate Examination in Arts, na Universidade, obtendo uma boa classificação.

### Regresso definitivo a Portugal e início de carreira

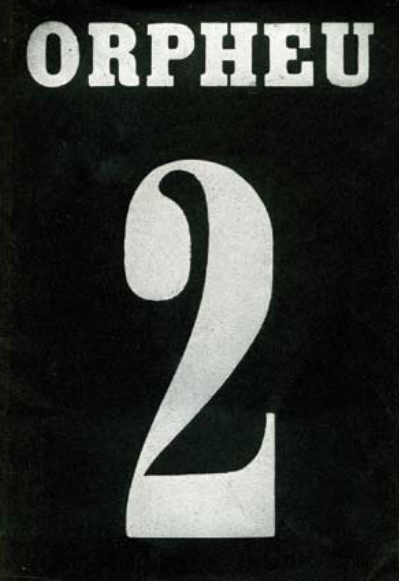
Orpheu n.º 2, 1915.

Deixando a família em Durban, regressa definitivamente à capital portuguesa, sozinho, em 1905. Passa a viver com a avó Dionísia e as duas tias na Rua da Bela Vista à Lapa, n.º 17. A mãe e o padrasto regressam também a Lisboa, durante um período de férias de um ano em que Pessoa volta a morar com eles. Continua a produção de poemas em inglês e, em 1906, matricula-se no Curso Superior de Letras (atual Faculdade de Letras da Universidade de Lisboa), que abandona sem sequer completar o primeiro ano. É nesta época que entra em contacto com importantes escritores e jornalistas portugueses. Interessa-se pela obra de Cesário Verde e pelos sermões do Padre António Vieira.
Em agosto de 1907, morre a sua avó Dionísia, deixando-lhe uma pequena herança, com a qual monta uma pequena tipografia, na Rua da Conceição da Glória, 38-4.º, sob o nome de «Empreza Ibis — Typographica e Editora — Officinas a Vapor», que rapidamente vai à falência. A partir de 1908, aluga o seu primeiro quarto no Largo do Carmo 18, 1º Esqº, dedica-se à tradução de correspondência comercial, uma ocupação a que poderíamos dar o nome de "correspondente estrangeiro". Nessa atividade trabalha a vida toda, tendo uma modesta vida pública. Neste período inicia colaboração com o publicista José Boavida Portugal, com artigos de crítica literária e dramática.
Inicia a sua atividade de ensaísta e crítico literário com o artigo «A Nova Poesia Portuguesa Sociologicamente Considerada», a que se seguiriam «Reincidindo…» e «A Nova Poesia Portuguesa no Seu Aspecto Psicológico» publicados em 1912 pela revista A Águia, órgão da Renascença Portuguesa. Frequenta a tertúlia literária que se formou em torno do seu tio adoptivo, o poeta, general aposentado Henrique Rosa, no café A Brasileira, no Largo do Chiado em Lisboa. Mais tarde, já nos anos vinte, o seu café preferido seria o Martinho da Arcada, na Praça do Comércio, onde escrevia e se encontrava com amigos e escritores.
Em 1915, participou na revista literária Orpheu, a qual lançou o movimento modernista em Portugal, causando algum escândalo e muita controvérsia. Esta revista publicou apenas dois números, nos quais Pessoa publicou em seu nome, bem como com o heterónimo Álvaro de Campos. No segundo número da Orpheu, Pessoa assume a direcção da revista, juntamente com Mário de Sá-Carneiro.
Em outubro de 1924, juntamente com o artista plástico Ruy Vaz, Fernando Pessoa lançou a revista Athena, na qual fixou o «drama em gente» dos seus heterónimos, publicando poesias de Ricardo Reis, Álvaro de Campos e Alberto Caeiro, bem como do ortónimo Fernando Pessoa.
No número três da revista Sudoeste: cadernos de Almada Negreiros de novembro de 1935 (mês da sua morte) encontra-se um breve artigo da sua autoria intitulado "Nós os de Orpheu" e o poema "Concelho".

### Morte

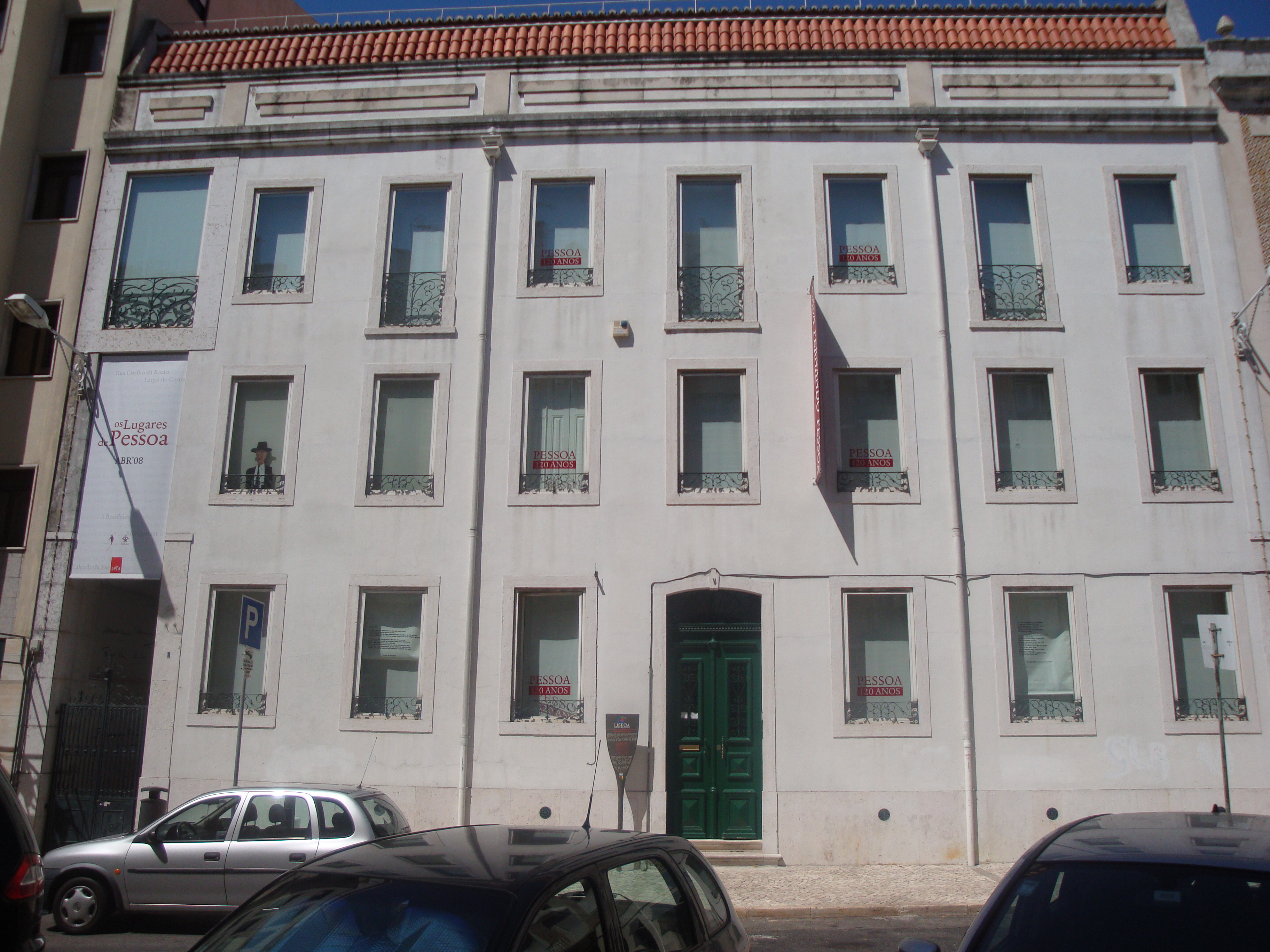
Última residência do poeta, atual Casa Fernando Pessoa, Lisboa.

Fernando Pessoa foi internado no dia 29 de Novembro de 1935, no Hospital de São Luís dos Franceses, em Lisboa, com diagnóstico de "cólica hepática" causada por cálculo biliar associado a cirrose hepática,[carece de fontes?] diagnóstico que é hoje contestado por estudos médicos,[carece de fontes?] embora o excessivo consumo de álcool ao longo da sua vida seja consensualmente considerado como um importante factor causal.[carece de fontes?] Segundo um desses estudos, Pessoa não revelava alguns dos sintomas mais típicos de cirrose hepática, tendo provavelmente sido vítima de uma pancreatite aguda ou, de acordo com o seu assento de óbito, "obstrução intestinal". Morreu nesse hospital, na freguesia de Santa Catarina, em Lisboa, no dia 30 de novembro de 1935, pelas 20h, com 47 anos. Apenas em 1985 foi averbado no registo de óbito o local correto da morte do poeta, que, até então, se julgava ter ocorrido na sua residência da Rua Coelho da Rocha, em Campo de Ourique, onde se encontra atualmente instalada a Casa Fernando Pessoa. No dia anterior, escrevera sua última frase, em inglês: "I know not what tomorrow will bring" ("Não sei o que o amanhã trará"). O funeral realizou-se a 2 de dezembro de 1935 para o Cemitério dos Prazeres.

### Legado

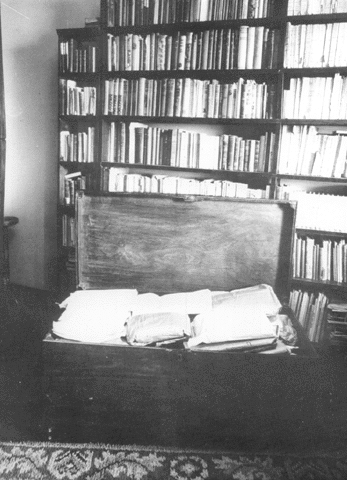
Espólio de Pessoa: a célebre arca, com mais de 25 000 páginas, e parte da sua biblioteca pessoal.

Pode-se dizer que a vida do poeta foi dedicada a criar e que, de tanto criar, criou outras vidas através dos seus heterónimos, o que foi a sua principal característica e motivo de interesse pela sua pessoa, aparentemente muito pacata. Alguns críticos questionam se Pessoa realmente teria transparecido o seu verdadeiro eu ou se tudo não teria passado de um produto, entre tantos, da sua vasta criação. Ao tratar de temas subjetivos e usar a heteronímia, torna-se enigmático ao extremo. Este facto é o que move grande parte das buscas para estudar a sua obra. O poeta e crítico brasileiro Frederico Barbosa declara que Fernando Pessoa foi "o enigma em pessoa". Escreveu sempre, desde o primeiro poema aos sete anos, até ao leito de morte. Importava-se com a intelectualidade do homem, e pode-se dizer que a sua vida foi uma constante divulgação da língua portuguesa: nas próprias palavras do heterónimo Bernardo Soares, "a minha pátria é a língua portuguesa". O mesmo empenho é patente nesta carta:
Agora, tendo visto tudo e sentido tudo, tenho o dever de me fechar em casa no meu espírito e trabalhar, quanto possa e em tudo quanto possa, para o progresso da civilização e o alargamento da consciência da humanidade— Fernando Pessoa, carta a Armando Côrtes-Rodrigues, 19 de janeiro de 1915.
Analogamente a Pompeu, que, segundo Plutarco, teria dito a frase "navigare necesse, vivere non est necesse" ("navegar é necessário; viver não é necessário"), Pessoa diz, no poema Navegar é Preciso, que "viver não é necessário; o que é necessário é criar". Outra interpretação comum deste poema diz respeito ao facto de a navegação ter resultado de uma atitude racionalista do mundo ocidental: a navegação exigiria uma precisão que a vida poderia dispensar.
O poeta mexicano Octavio Paz, laureado com o Nobel de Literatura, diz que "os poetas não têm biografia. A sua obra é a sua biografia" e que, no caso de Fernando Pessoa, "nada na sua vida é surpreendente — nada, excepto os seus poemas". Em The Western Canon, Harold Bloom incluiu-o entre os cânones ocidentais, no capítulo Borges, Neruda e Pessoa: o Whitman Hispano-Português (p. 451, 1995).
Na comemoração do centenário do nascimento de Pessoa, em 1988, o seu corpo foi trasladado para o Mosteiro dos Jerónimos, confirmando o reconhecimento que não teve em vida.
Na sua residência na Rua Coelho da Rocha, em Campo de Ourique, em Lisboa, foi criada a Casa Fernando Pessoa.

## Obra poética
O poeta é um fingidor.

Finge tão completamente

Que chega a fingir que é dor

A dor que deveras sente.
— Fernando Pessoa, fevereiro de 1925.

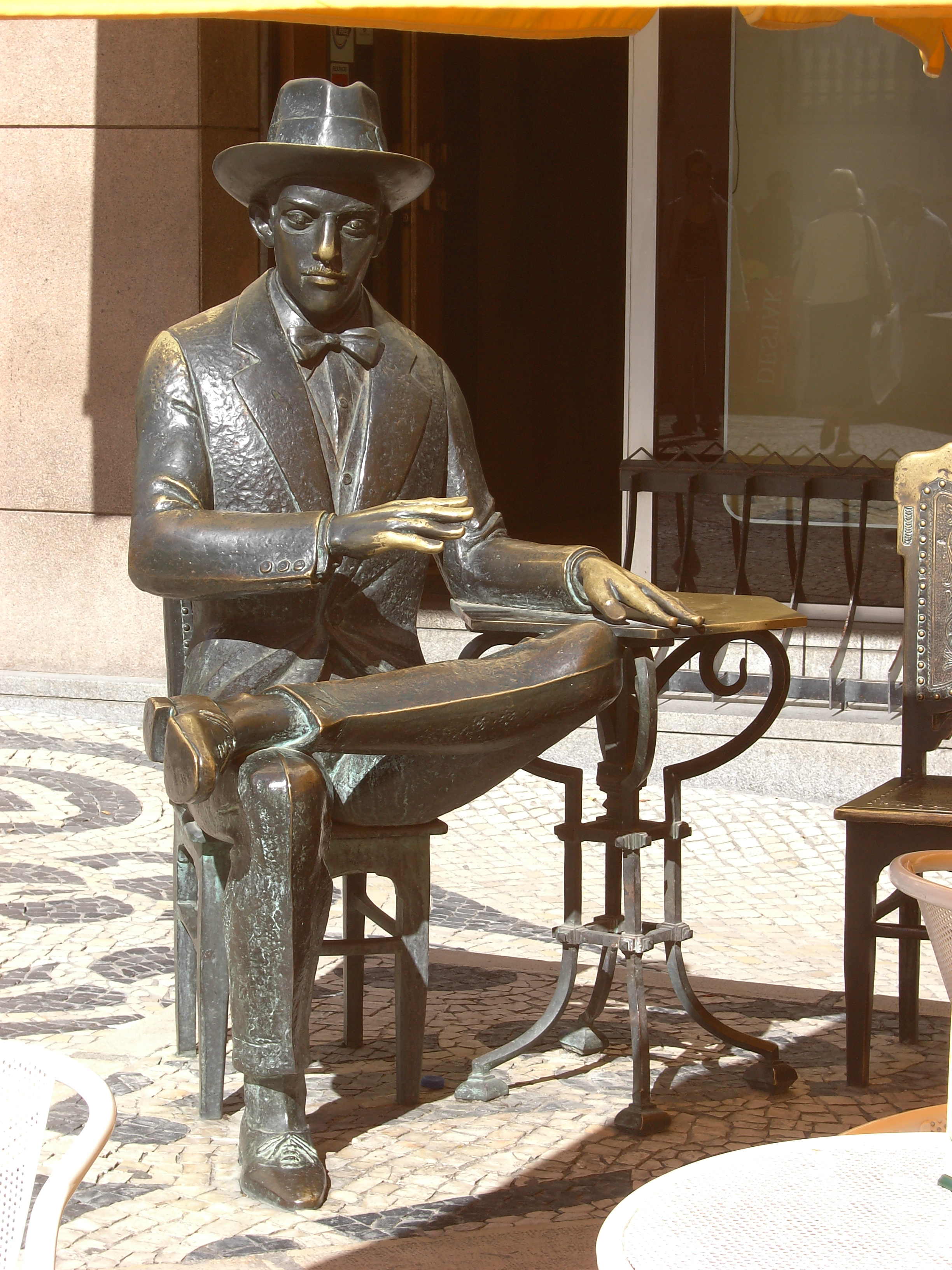
Estátua de Fernando Pessoa da autoria de Mestre Lagoa Henriques, junto ao café A Brasileira, no Chiado, em Lisboa.

Considera-se que a grande criação estética de Pessoa foi a invenção heteronímica que atravessa toda a sua obra. Os heterónimos, diferentemente dos pseudónimos, são personalidades poéticas completas: identidades que, em princípio falsas, se tornam verdadeiras através da sua manifestação artística própria e diversa do autor original. Entre os heterónimos, o próprio Fernando Pessoa passou a ser chamado ortónimo, porquanto era a personalidade original. Entretanto, com o amadurecimento de cada uma das outras personalidades, o próprio ortónimo tornou-se apenas mais um heterónimo entre os outros. Os três heterónimos mais conhecidos (e também aqueles com maior obra poética) foram Álvaro de Campos, Ricardo Reis e Alberto Caeiro. Um quarto heterónimo de grande importância na obra de Pessoa é Bernardo Soares, autor do Livro do Desassossego, importante obra literária do século XX. Bernardo é considerado um semi-heterónimo por ter muitas semelhanças com Fernando Pessoa e não possuir uma personalidade muito característica, ao contrário dos três primeiros, que possuem até mesmo data de nascimento e morte (exceção para Ricardo Reis, que não possui data de falecimento). Por essa razão, José Saramago, laureado com o Prémio Nobel, escreveu o livro O ano da morte de Ricardo Reis.
Através dos heterónimos, Pessoa conduziu uma profunda reflexão sobre a relação entre verdade, existência e identidade. Este último fator possui grande notabilidade na famosa misteriosidade do poeta.
Com uma tal falta de gente coexistível, como há hoje,

que pode um homem de sensibilidade fazer senão inventar os seus amigos,

ou quando menos, os seus companheiros de espírito?
— Fernando Pessoa

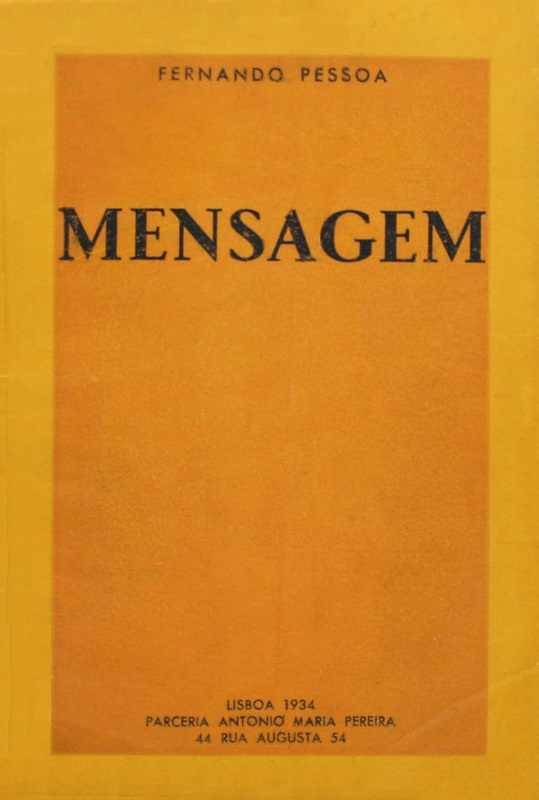
Mensagem, de Fernando Pessoa, 1ª ed., 1934.

Diversos estudiosos de Pessoa procuraram enumerar seus pseudónimos, heterónimos, semi-heterónimos, personagens fictícias e poetas mediúnicos. Em 1966 a portuguesa Teresa Rita Lopes fez um primeiro levantamento, com 18 nomes. Antonio Pina Coelho, também português, elevou em seguida a relação para 21. A mesma Teresa Rita Lopes apresentou um levantamento mais detalhado em 1990, chegando a 72 nomes. Em 2009 o holandês Michaël Stoker chegou a 83 heterónimos. Mais recentemente, o brasileiro José Paulo Cavalcanti Filho, utilizando critério mais amplo, apresentou uma lista com 127 nomes.

### Ortónimo
A obra ortónima de Pessoa passou por diferentes fases, mas envolve basicamente a procura de um certo patriotismo perdido, através de uma atitude sebastianista reinventada. O ortónimo foi profundamente influenciado, em vários momentos, por doutrinas religiosas (como a teosofia) e sociedades secretas (como a Maçonaria). A poesia resultante tem um certo ar mítico, heróico (quase épico, mas não na acepção original do termo) e por vezes trágico. Pessoa é um poeta universal, na medida em que nos foi dando, mesmo com contradições, uma visão simultaneamente múltipla e unitária da vida. Uma explicação para a criação dos três principais heterónimos e o semi-heterónimo Bernardo Soares, reside nas várias formas que tinha de olhar o mundo, apoiando-se no racionalismo e pensamento oriental.

O ortónimo é considerado, só por si, como simbolista e modernista pela evanescência, indefinição e insatisfação, bem como pela inovação praticada através de diversas sendas de formulação do discurso poético (sensacionismo, paulismo, interseccionismo, etc.).
Fernando Pessoa foi marcado também pela poesia musical e subjetiva, voltada essencialmente para a metalinguagem e os temas relativos a Portugal, como o sebastianismo presente na principal obra de "Pessoa ele-mesmo", Mensagem, uma coletânea de poemas sobre as grandes personagens históricos portugueses. Publicado em 1934, apenas um ano antes da morte do autor, este foi o único livro de Fernando Pessoa em Língua Portuguesa editado em vida. Foi contemplado com o Prémio Antero de Quental, na categoria de «poema ou poesia solta», do Secretariado da Propaganda Nacional (SPN).

### Heterónimos e semi-heterónimos

#### Álvaro de Campos
Entre todos os heterónimos, Álvaro de Campos foi o único a manifestar fases poéticas diferentes ao longo da sua obra. Era um engenheiro de educação inglesa e origem portuguesa, mas sempre com a sensação de ser um estrangeiro em qualquer parte do mundo.
Começa a sua trajetória como um decadentista (influenciado pelo simbolismo), mas logo adere ao futurismo. Álvaro de Campos é revoltado e crítico e faz a apologia da velocidade e da vida moderna, com uma linguagem livre, radical. Nesta época escreveu as "Odes", publicadas na revista Orpheu, em 1915, e o "Ultimatum", publicado na revista Portugal Futurista, em 1917.
Após uma série de desilusões com a existência, assume uma veia niilista, expressa no poema "Tabacaria", considerado um dos mais conhecidos e influentes poemas da língua portuguesa.

#### Ricardo Reis
O heterónimo Ricardo Reis é descrito como um médico que se definia como latinista e monárquico. De certa maneira, simboliza a herança clássica na literatura ocidental, expressa na simetria, na harmonia e num certo bucolismo, com elementos epicuristas e estoicos. O fim inexorável de todos os seres vivos é uma constante na sua obra, clássica, depurada e disciplinada. Faz uso da mitologia não cristã.
Segundo Pessoa, Reis mudou-se para o Brasil em protesto à proclamação da República em Portugal e não se sabe o ano da sua morte.
Em O ano da morte de Ricardo Reis, José Saramago continua, numa perspectiva pessoal, o universo deste heterónimo após a morte de Fernando Pessoa, cujo fantasma estabelece um diálogo com o seu heterónimo, sobrevivente ao criador.

#### Alberto Caeiro

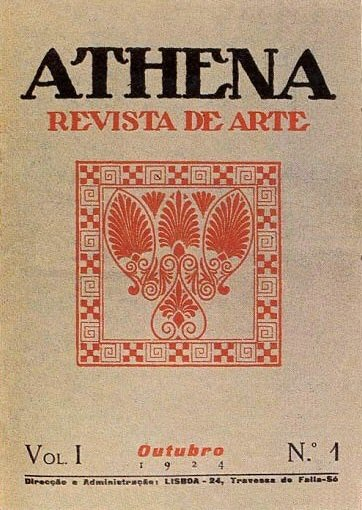
Athena Revista de Arte (1924-1925) publicou poemas de Alberto Caeiro e Ricardo Reis.

Por sua vez, Caeiro, nascido em Lisboa, teria vivido quase toda a vida como camponês, quase sem estudos formais. Teve apenas a instrução primária, mas é considerado o mestre entre os heterónimos (pelo ortónimo). Depois da morte do pai e da mãe, permaneceu em casa com uma tia-avó, vivendo de modestos rendimentos e morreu de tuberculose. Também é conhecido como o poeta-filósofo, mas rejeitava este título e pregava uma "não filosofia". Acreditava que os seres simplesmente são, e nada mais: irritava-se com a metafísica e qualquer tipo de simbologia para a vida.
Os escritos pessoanos que versam sobre a caracterização dos heterónimos, "Pessoa-ele-mesmo", Álvaro de Campos, Ricardo Reis e o meio-heterónimo Bernardo Soares, conferem a Alberto Caeiro um papel quase místico, enquanto poeta e pensador. Reis e Soares chegam a compará-lo ao deus Pã, e Pessoa esboça-lhe um horóscopo no qual lhe atribui o signo de leão, associado ao elemento fogo. A relevância destas alusões advém da explicação de Fernando Pessoa sobre o papel de Caeiro no escopo da heteronímia. Citando a atuação dos quatro elementos da astrologia sobre a personalidade dos indivíduos, Pessoa escreve:
Uns agem sobre os homens como o fogo, que queima nele todo o acidental, e os deixa nus e reais, próprios e verídicos, e esses são os libertadores. Caeiro é dessa raça, Caeiro teve essa força.
Dos principais heterónimos de Fernando Pessoa, Caeiro foi o único a não escrever em prosa. Alegava que somente a poesia seria capaz de dar conta da realidade.
Possuía uma linguagem estética direta, concreta e simples mas, ainda assim, bastante complexa do ponto de vista reflexivo. O seu ideário resume-se no verso Há metafísica bastante em não pensar em nada. A sua obra está agrupada na coletânea Poemas Completos de Alberto Caeiro.

#### Bernardo Soares
Bernardo Soares é, dentro da ficção de seu próprio Livro do Desassossego, um simples ajudante de guarda-livros na cidade de Lisboa. Conheceu Fernando Pessoa numa pequena casa de pasto frequentada por ambos. Foi aí que Bernardo deu a ler a Fernando seu livro, que, mesmo escrito em forma de fragmentos, é considerado uma das obras fundadoras da ficção portuguesa no século XX.
Bernardo Soares é muitas vezes considerado um semi-heterónimo porque, como seu próprio criador explica:
Não sendo a personalidade a minha, é, não diferente da minha, mas uma simples mutilação dela. Sou eu menos o raciocínio e afetividade.
A instância da ficção que se desenvolve no livro é insignificante, porque trata-se de uma "autobiografia sem factos", como o próprio Fernando Pessoa situa o livro. Dessa forma, o que interessa em sua prosa fragmentária é a dramaticidade das reflexões humanas que vêm à tona na insistência de uma escrita que se reconhece inviável, inútil e imperfeita, à beira do tédio, do trágico e da indiferença estética. O facto de Fernando Pessoa considerar (em cartas e anotações pessoais) Bernardo Soares um semi-heterónimo faz pensar na maior proximidade de temperamento entre Pessoa e Soares. Nesse sentido, para alguns, o jogo heteronímico ganha em complexidade e Pessoa logra o êxito da construção de si mesmo como o mais instigante mito literário português na Modernidade.

## Visões sobre política
Entre fevereiro e outubro de 1935, último ano de sua vida, Fernando Pessoa produziu uma série de escritos políticos, vários deles contra Salazar e o Estado Novo, e dois textos sobre a invasão da Abissínia (atual Etiópia) pela Itália fascista, que a censura salazarista não deixou passar. Nessa produção, em que Pessoa se define claramente como um opositor não só do salazarismo, como também do fascismo, incluem-se, entre outros, o artigo "Associações secretas", em defesa da Maçonaria, além de numerosos fragmentos deixados inéditos pelo autor, relacionados com a polêmica que o artigo gerou na imprensa; uma dúzia de poemas satíricos contra Salazar e o Estado Novo; diversos textos e poemas anticatólicos, nos quais criticava a crescente influência da Igreja na política portuguesa; um longo artigo crítico sobre o próprio Salazar, em francês; uma carta ao presidente da República, Óscar Carmona, protestando contra o governo; uma crítica contundente a um discurso de cunho totalitário, proferido pelo ministro da Justiça, Manuel Rodrigues, e outros textos que mostram o crescente empenho político de Pessoa, no fim da vida, em defesa da liberdade e da dignidade humanas, que ele julgava então ameaçadas, tanto em Portugal como no resto do mundo.
Sobre a República escreve Fernando Pessoa:
“É alguém capaz de indicar um benefício, por leve que seja, que nos tenha advindo da República? Não melhorámos em administração financeira, não melhorámos em administração geral, não temos mais paz, não temos sequer mais liberdade. Na monarquia era possível insultar por escrito impresso o Rei; Na república não era possível, porque era perigoso, insultar até verbalmente o Sr. Afonso Costa.”

”E o regímen está, na verdade, expresso naquele ignóbil que, imposto por uma reduzidíssima minoria de esfarrapados morais, nos serve de bandeira nacional-trapo contrário à heráldica e à estética, porque duas cores se justapõem sem intervenção de um metal e porque é a mais feia coisa que se pode inventar em cor. Está ali contudo a alma do republicanismo português- O encarnado do sangue que derramaram e fizeram derramar, o verde da erva de que por direito mental, devem alimentar-se.”

“Este regímen é uma conspurcação espiritual. A monarquia, ainda que má, tem ao menos de seu o ser decorativa. Será pouco socialmente, será nada, nacionalmente. Mas é alguma coisa em comparação com o nada absoluto que a república veio (a) ser.”
(in "da República" Recolha de textos de: Maria Isabel Rocheta e Maria Paula Morão. Introdução e organização de Joel Serrão. Edições Ática, Lisboa, 1978.

## Visões sobre religião

English Poems: Das quatro obras que publicou em vida, três (Antinous; Inscriptions-Epithalium; 35 Sonnets) são em língua inglesa.

### Gnosticismo
Em uma nota biográfica datilografada em 30 de março de 1935, Pessoa declara ser um "Cristão gnóstico, e portanto inteiramente oposto a todas as Igrejas organizadas, sobretudo à Igreja de Roma. Fiel, por motivos que mais adiante estão implícitos, à Tradição Secreta do Cristianismo, que tem íntimas relações com a Tradição Secreta em Israel (a Santa Kaballah) e com a essência oculta da Maçonaria". Ali também declara ser um iniciado "nos três graus menores da (aparentemente extinta) Ordem Templária de Portugal".

### Neopaganismo
Em texto de 1917, Pessoa esclarece sua visão do neopaganismo: "Eu sou um pagão decadente, do tempo do outono da Beleza; do sonolecer [?] da limpidez antiga, místico intelectual da raça triste dos neoplatónicos da Alexandria. Como eles creio, e absolutamente creio, nos Deuses, na sua agência e na sua existência real e materialmente superior. Como eles creio nos semideuses, os homens que o esforço e a… ergueram ao sólio dos imortais; porque, como disse Píndaro, «a raça dos deuses e dos homens é uma só». Como eles creio que acima de tudo, pessoa impassível, causa imóvel e convicta [?], paira o Destino, superior ao bem e ao mal, estranho à Beleza e à Fealdade, além da Verdade e da Mentira. Mas não creio que entre o Destino e os Deuses haja só o oceano turvo… o céu mudo da Noite eterna. Creio, como os neoplatónicos, no Intermediário Intelectual, Logos na linguagem dos filósofos, Cristo (depois) na mitologia cristã".
Os principais heterónimos de Fernando Pessoa – Alberto Caeiro, Ricardo Reis e Álvaro de Campos – são diretamente ligados ao neopaganismo. Álvaro de Campos, em notas publicadas em 1931 na revista Presença, nº 30, escreve: "O meu mestre Caeiro não era pagão: era o paganismo. O Ricardo Reis é um pagão, o António Mora é um pagão, eu sou um pagão, o próprio Fernando Pessoa seria um pagão, se não fosse um novelo embrulhado para o lado de dentro".
Em texto acerca de sua heteronímia, escrito provavelmente em 1930, Pessoa explica:

Este Alberto Caeiro teve dois discípulos e um continuador filosófico. Os dois discípulos, Ricardo Reis e Álvaro de Campos, seguiram caminhos diferentes; tendo o primeiro intensificado e tornado artisticamente ortodoxo o paganismo descoberto por Caeiro, e o segundo, baseando-se em outra parte da obra de Caeiro, desenvolvido um sistema inteiramente diferente, e baseado inteiramente nas sensações. O continuador filosófico, António Mora (os nomes são inevitáveis, tão impostos de fora como as personalidades), tem um ou dois livros a escrever, onde provará completamente a verdade, metafísica e prática, do paganismo. Um segundo filósofo desta escola pagã, cujo nome, porém, ainda não apareceu na minha visão ou audição interior, dará uma defesa do paganismo baseada, inteiramente, em outros argumentos. (…)

Pensei, primeiro, em publicar anonimamente, em relação a mim, estas obras, e, por exemplo, estabelecer um neopaganismo português, com vários autores, todos diferentes, a colaborar nele e a dilatá-lo. Mas, sobre ser pequeno demais o meio intelectual português, para que (mesmo sem confidências) a máscara se pudesse manter, era inútil o esforço mental preciso para mantê-la.

### Ocultismo
Fernando Pessoa interessava-se pelo ocultismo e pelo misticismo, com destaque para a Maçonaria e a Rosa-cruz, havendo inclusive defendido publicamente as organizações iniciáticas no Diário de Lisboa (4 de fevereiro de 1935), contra-ataques por parte da ditadura do Estado Novo. O seu poema hermético mais conhecido e apreciado entre os estudantes de esoterismo intitula-se "No Túmulo de Christian Rosenkreutz". Tinha o hábito de fazer consultas astrológicas para si mesmo (de acordo com a sua certidão de nascimento, nasceu às 15h20, tinha ascendente Escorpião e o Sol em Gémeos). Realizou mais de mil horóscopos.
Apreciava também muito o trabalho de Helena Blavatsky tendo traduzido, em 1916, A voz do silêncio, assim como lhe suscitava curiosidade o ocultista Aleister Crowley, tendo-lhe traduzido o poema Hino a Pã. Lendo uma publicação inglesa de Crowley, encontrou erros no horóscopo e escreveu-lhe para o corrigir. Os seus conhecimentos de astrologia impressionaram Crowley e, como este gostava de viagens, foi a Portugal rever seu amigo poeta(eles já se conheciam). Acompanhou-o a maga alemã Hanni Larissa Jaeger. O encontro entre Pessoa e Crowley ocorreu com algum sensacionalismo, dado o poeta inglês ter simulado o seu suicídio na Boca do Inferno, o que atraiu várias polícias europeias e a atenção da mídia da época. Pessoa estaria dentro da encenação, tendo combinado com Crowley a notificação dos jornais e a redacção de um "romance policiário" cujos direitos reverteriam a favor dos dois poetas. Apesar de ter escrito várias dezenas de páginas, essa obra de ficção nunca se concretizou.
livros de Helena Petrovna Blavatsky traduzidos por Fernando Pessoa, incluindo ano de lançamento e editora:
1. "A Voz do Silêncio"
  - Ano de Lançamento: 1923
  - Editora: Livraria Bertrand
2. "Ísis Sem Véu" Obra completa
  - Ano de Lançamento: 1928
  - Editora: Livraria Bertrand
3. "A Doutrina Secreta"
  - Ano de Lançamento: 1930
  - Editora: Livraria Bertrand
    - "A Chave da Teosofia"
      - Ano de Lançamento: 1929
      - Editora: Livraria Bertrand

    - "A Doutrina Secreta" (Segunda Parte)
      - Ano de Lançamento: 1931
      - Editora: Livraria Bertrand
      - "A Voz do Silêncio" (edição revista)
        - Ano de Lançamento: 1933
        - Editora: Livraria Bertrand

      - "O Mistério da Morte"
        - Ano de Lançamento: 1934
        - Editora: Livraria Bertrand

      - Os Mistérios do Oriente"
        - Ano de Lançamento: 1935
        - Editora: Livraria Bertrand
        - O Céu Antigo e a Nova Ciência"
          - Ano de Lançamento: 1938
          - Editora: Livraria Bertrand

## Cronologia
A seguir apresenta-se uma cronologia abreviada da vida do poeta:
1888: Fernando António Nogueira Pessoa nasce, a 13 de Junho. É batizado em Julho.
1893: Em Janeiro, nasce seu irmão Jorge. A 24 de julho, o pai morre, de tuberculose. A família é obrigada a leiloar parte dos bens.
1894: Em janeiro, morre o irmão Jorge. Pessoa cria o seu primeiro heterónimo. O futuro padrasto, João Miguel Rosa, é nomeado cônsul interino em Durban, na África do Sul.
1895: Em Julho, Fernando escreve o seu primeiro poema e João Miguel Rosa parte para Durban. Em Dezembro, João Miguel Rosa casa-se com a mãe de Fernando, por procuração.
1896: Em 7 de Janeiro, é concedido o passaporte à mãe, e a família parte para Durban. A 27 de Novembro, nasce Henriqueta Madalena, irmã do poeta.
1897: Fernando faz o curso primário e a primeira comunhão em West Street.
1898: Nasce, a 22 de Outubro, sua segunda irmã, Madalena Henriqueta.
1899: Ingressa na Durban High School em Abril. Cria o pseudónimo Alexander Search.
1900: Em Janeiro, nasce Luís Miguel, o terceiro filho do casal. Em Junho, Pessoa passa para a Form III e é premiado em francês.
1901: Em Junho, é aprovado no exame da Cape School High Examination. Madalena Henriqueta falece e Fernando começa a escrever as primeiras poesias em inglês. Em Agosto, parte com a família para uma visita a Portugal.
1902: Em Janeiro, nasce seu irmão João Maria, em Lisboa. Fernando vai à ilha Terceira em Maio. Em Junho, a família retorna a Durban. Em Setembro, Fernando volta sozinho para Durban.
1903: Submete-se ao exame de admissão à Universidade do Cabo, tirando a melhor nota no ensaio em inglês e ganhando assim o Prémio Rainha Vitória.
1904: Em Agosto, nasce sua irmã Maria Clara. Em Dezembro termina os estudos na África do Sul.
1905: Parte definitivamente para Lisboa, onde passa a viver com a avó Dionísia. Continua a escrever poemas em inglês.
1906: Matricula-se, em Outubro, no Curso Superior de Letras. A mãe e o padrasto retornam a Lisboa e Pessoa volta a morar com eles. Falece sua irmã Maria Clara em Lisboa.
1907: A família retorna uma vez mais a Durban. Pessoa passa a morar com a avó. Desiste do Curso Superior de Letras. Em Agosto, a avó morre. Durante um curto período, Pessoa estabelece uma tipografia.
1908: Começa a trabalhar como correspondente estrangeiro em escritórios comerciais.

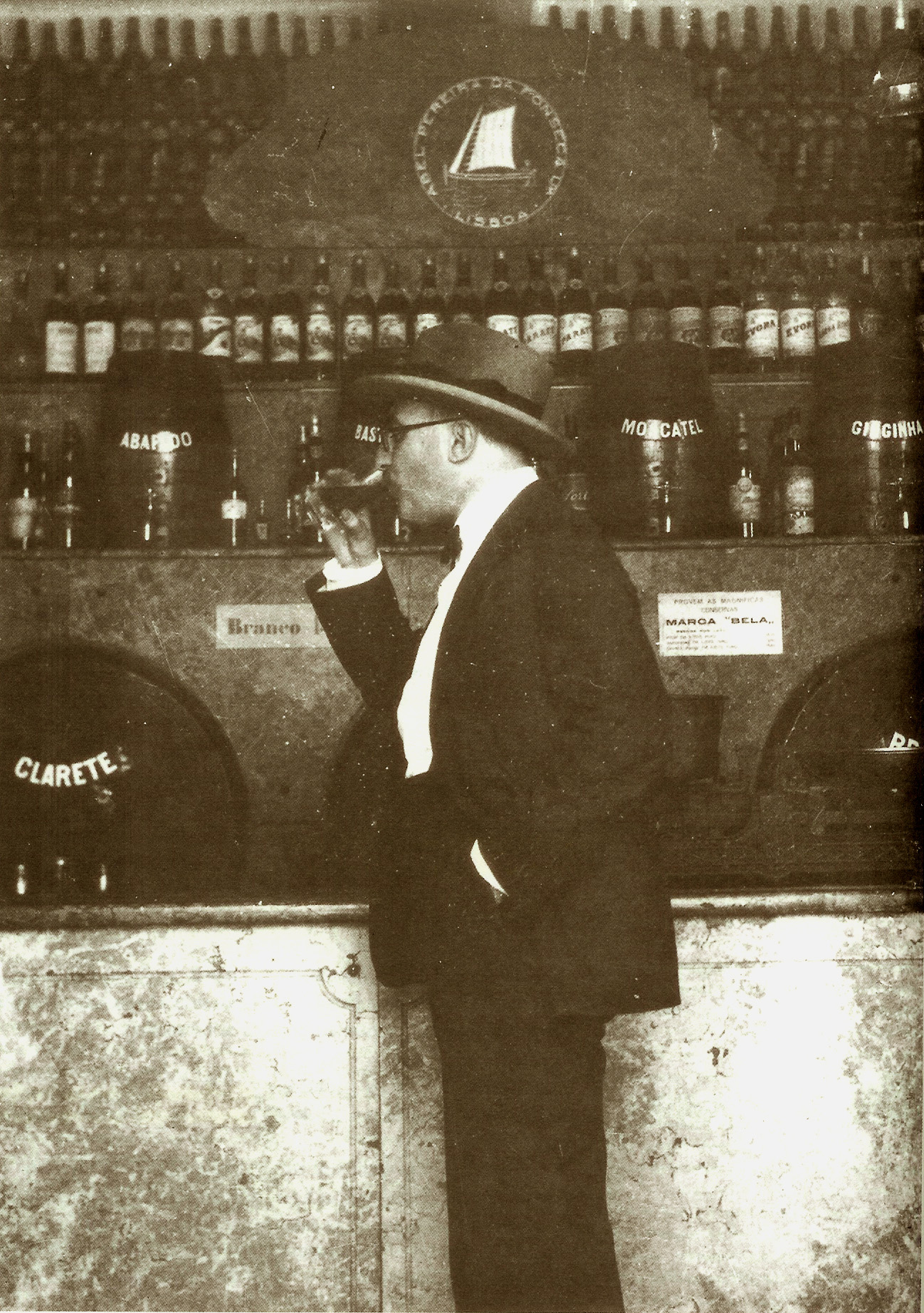
"Fernando Pessoa em flagrante delitro": dedicatória na fotografia que ofereceu a Ophélia Queiroz em 1929.

1910: Escreve poesia e prosa em português, inglês e francês.
1912: Publica na revista Águia o seu primeiro artigo de crítica literária. Idealiza Ricardo Reis.
1913: Intensa produção literária. Escreve O Marinheiro.
1914: Cria os heterónimos Álvaro de Campos, Ricardo Reis e Alberto Caeiro. Escreve os poemas de O Guardador de Rebanhos e também o Livro do Desassossego.
1915: Sai em Março o primeiro número de Orpheu. Pessoa "mata" Alberto Caeiro.
1916: O seu amigo Mário de Sá-Carneiro comete suicídio.
1918: Publica poemas em inglês, resenhados com destaque no "Times".
1920: Conhece Ofélia Queiroz. Sua mãe e seus irmãos voltam para Portugal. Em Outubro, atravessa uma grande depressão, que o leva a pensar em internar-se numa casa de saúde. Rompe com Ofélia.
1921: Funda a editora Olisipo, onde publica poemas em inglês.
1922: Pública o conto O Banqueiro Anarquista, na revista Contemporânea.
1924: Aparece a revista "Atena", dirigida por Fernando Pessoa e Ruy Vaz.
1925: A 17 de Março, a mãe do poeta morre em Lisboa.
1926: Dirige com seu cunhado a "Revista de Comércio e Contabilidade". Requer patente de uma invenção sua.
1927: Passa a colaborar com a revista Presença.
1929: Volta a relacionar-se com Ofélia e conhece A. Crowley
1930: Reencontra Crowley e faz a encenação da Boca do inferno
1931: Rompe novamente com Ofélia.
1934: Publica Mensagem. Conhece e convive com Agostinho da Silva.
1935: Em 29 de Novembro, é internado com o diagnóstico de cólica hepática. Morre no dia 30 do mesmo mês.